# Volta Limburg Classic 2023
La Volta Limburg Classic 2023, quarantottesima edizione della corsa e valido come evento dell'UCI Europe Tour 2023 categoria 1.1, si svolse il 1º aprile 2023 su un percorso di 193,4 km, con partenza e arrivo a Eijsden, nei Paesi Bassi. La vittoria fu appannaggio dell'australiano Kaden Groves, il quale completò il percorso in 4h57'18", alla media di 39,031 km/h, precedendo il belga Maxim Van Gils e l'olandese Pascal Eenkhoorn.
Sul traguardo di Eijsden 45 ciclisti, dei 157 ciclisti partiti dalla medesima località, portarono a termine la competizione.

## Squadre partecipanti
| N.      | Cod. | Squadra                     |
| ------- | ---- | --------------------------- |
| 1-7     | LTD  | Lotto Dstny                 |
| 11-17   | ADC  | Alpecin-Deceuninck          |
| 21-27   | TJV  | Jumbo-Visma                 |
| 31-37   | DSM  | Team DSM                    |
| 41-47   | ICW  | Intermarché-Circus-Wanty    |
| 51-57   | BEB  | Bolton Equities Black Spoke |
| 61-67   | BWB  | Bingoal WB                  |
| 71-77   | TFB  | Team Flanders-Baloise       |
| 81-87   | Q36  | Q36.5 Pro Cycling Team      |
| 91-97   | BCY  | BEAT Cycling Club           |
| 101-107 | MET  | Metec-Solarwatt p/b Mantel  |
| 111-117 | VWE  | VolkerWessels Cycling Team  |

| N.      | Cod. | Squadra                         |
| ------- | ---- | ------------------------------- |
| 121-127 | ALQ  | Allinq Continental Cycling Team |
| 131-137 | ABC  | Abloc CT                        |
| 141-147 | LTP  | Leopard Togt Pro Cycling        |
| 151-157 | HBA  | Hagens Berman Axeon             |
| 161-167 | UNI  | Universe Cycling Team           |
| 171-176 | SQD  | Soudal-Quick-Step Devo Team     |
| 181-187 | TIS  | Tarteletto-Isorex               |
| 191-197 | LKH  | Team Lotto-Kern Haus            |
| 201-206 | TDT  | TDT-Unibet Cycling Team         |
| 211-217 | MSA  | Motala AIF Serneke Allebike     |
| 221-227 | SVL  | Saris Rouvy Sauerland Team      |

## Ordine d'arrivo (Top 10)
| Pos. | Corridore        | Squadra       | Tempo    |
| ---- | ---------------- | ------------- | -------- |
| 1    | Kaden Groves     | Alpecin       | 4h57'18" |
| 2    | Maxim Van Gils   | Lotto         | s.t.     |
| 3    | Pascal Eenkhoorn | Lotto         | a 1'32"  |
| 4    | Rune Herregodts  | Intermarché   | a 2'33"  |
| 5    | Milan Menten     | Lotto         | a 3'15"  |
| 6    | Lennert Teugels  | Bingoal       | a 3'18"  |
| 7    | Kamiel Bonneu    | Flanders      | s.t.     |
| 8    | Timo de Jong     | VolkerWessels | s.t.     |
| 9    | Abram Stockman   | TDT           | a 3'21"  |
| 10   | Mathias Bregnhøj | Leopard       | s.t.     |